# Герб Масана
Ге́рб Маса́на — офіційний символ містечка Масан, Португалія. Використовується як територіальний герб. У червоному щиті золота вівця. У главі щита золоте виноградне гроно, обабіч якого від золоті бджоли. Срібна облямівка щита перетята сімома синіми хвилястими смугами. Щит увінчує срібна мурована містечкова корона з чотирма вежами.  Під щитом біла стрічка, на якій великими літерами напис португальською: «vila de Mação» (містечко Масан).  Офіційно затверджений 8 жовтня 1931 року.  

## Галерея

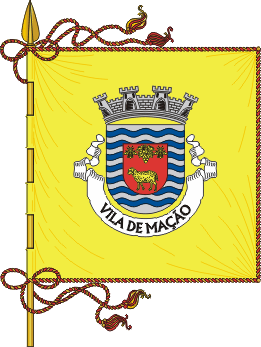
Прапор